# Mercedes-Benz W187
O Mercedes-Benz W187 é um carro de luxo produzido pela Mercedes-Benz como sedã, cupê e conversível de 1951 a 1955. Designado como 220, era equipado com um motor M180 de seis cilindros em linha com comando de válvulas no cabeçote.
Inicialmente, foram oferecidos um sedã de quatro portas e um conversível de duas portas, com o sedã continuando até 1954 e o cabriolet até 1955. Em 1954, eles foram acompanhados por um cupê de duas portas, produzido até 1955.